# Breuil-Magné
Breuil-Magné és un municipi francès situat al departament del Charente Marítim i a la regió de la Nova Aquitània. L'any 2007 tenia 1.494 habitants.

## Demografia

### Població
El 2007 la població de fet de Breuil-Magné era de 1.494 persones. Hi havia 573 famílies de les quals 83 eren unipersonals (33 homes vivint sols i 50 dones vivint soles), 222 parelles sense fills, 230 parelles amb fills i 38 famílies monoparentals amb fills.
La població ha evolucionat segons el següent gràfic:
Habitants censats

### Habitatges
El 2007 hi havia 600 habitatges, 579 eren l'habitatge principal de la família, 12 eren segones residències i 10 estaven desocupats. 593 eren cases i 5 eren apartaments. Dels 579 habitatges principals, 491 estaven ocupats pels seus propietaris, 72 estaven llogats i ocupats pels llogaters i 16 estaven cedits a títol gratuït; 1 tenia una cambra, 11 en tenien dues, 44 en tenien tres, 185 en tenien quatre i 338 en tenien cinc o més. 480 habitatges disposaven pel capbaix d'una plaça de pàrquing. A 228 habitatges hi havia un automòbil i a 331 n'hi havia dos o més.

### Piràmide de població
La piràmide de població per edats i sexe el 2009 era:
| Homes | Edats   | Dones |
| ----- | ------- | ----- |
| 0     | 95 o +  | 0     |
| 0     | 90 a 94 | 4     |
| 0     | 85 a 89 | 8     |
| 0     | 80 a 84 | 4     |
| 8     | 75 a 79 | 12    |
| 20    | 70 a 74 | 32    |
| 40    | 65 a 69 | 32    |
| 32    | 60 a 64 | 36    |
| 48    | 55 a 59 | 28    |
| 56    | 50 a 54 | 76    |
| 52    | 45 a 49 | 40    |
| 36    | 40 a 44 | 44    |
| 72    | 35 a 39 | 44    |
| 32    | 30 a 34 | 60    |
| 24    | 25 a 29 | 20    |
| 32    | 20 a 24 | 8     |
| 68    | 15 a 19 | 16    |
| 40    | 10 a 14 | 28    |
| 48    | 5 a 9   | 28    |
| 32    | 0 a 4   | 20    |

## Economia
El 2007 la població en edat de treballar era de 989 persones, 710 eren actives i 279 eren inactives. De les 710 persones actives 649 estaven ocupades (351 homes i 298 dones) i 61 estaven aturades (17 homes i 44 dones). De les 279 persones inactives 118 estaven jubilades, 86 estaven estudiant i 75 estaven classificades com a «altres inactius».

### Ingressos
El 2009 a Breuil-Magné hi havia 626 unitats fiscals que integraven 1.667,5 persones, la mediana anual d'ingressos fiscals per persona era de 19.212 €.

### Activitats econòmiques
Dels 44 establiments que hi havia el 2007, 1 era d'una empresa extractiva, 2 d'empreses alimentàries, 1 d'una empresa de fabricació d'altres productes industrials, 9 d'empreses de construcció, 9 d'empreses de comerç i reparació d'automòbils, 2 d'empreses de transport, 2 d'empreses d'hostatgeria i restauració, 3 d'empreses immobiliàries, 5 d'empreses de serveis, 4 d'entitats de l'administració pública i 6 d'empreses classificades com a «altres activitats de serveis».
Dels 13 establiments de servei als particulars que hi havia el 2009, 1 era una oficina de correu, 1 taller de reparació d'automòbils i de material agrícola, 2 paletes, 2 guixaires pintors, 1 fusteria, 2 lampisteries, 2 perruqueries i 2 restaurants.
Dels 3 establiments comercials que hi havia el 2009, 1 era una botiga de menys de 120 m² i 2 fleques.
L'any 2000 a Breuil-Magné hi havia 19 explotacions agrícoles que ocupaven un total de 960 hectàrees.

## Equipaments sanitaris i escolars
El 2009 hi havia una escola elemental.

## Poblacions més properes
El següent diagrama mostra les poblacions més properes.